# Gulfotad grönduva
Gulfotad grönduva (Treron phoenicopterus) är en fågel i familjen duvor inom ordningen duvfåglar. Den förekommer i södra och sydöstra Asien från Pakistan till Vietnam. IUCN kategoriserar den som livskraftig.

## Utseende
Gulfotad grönduva är en stor (33 cm) medlem av släktet, med ett brett olivgult halsband och arttypiska gula fötter och ben. Ovansidan är ljust grågrön med en malvafärgad skulderfläck och ett gulaktigt band över stjärtroten. Fåglar i södra Indien och på Sri Lanka (underarten chlorigaster, se nedan) är mer gröngul på buk och flanker.

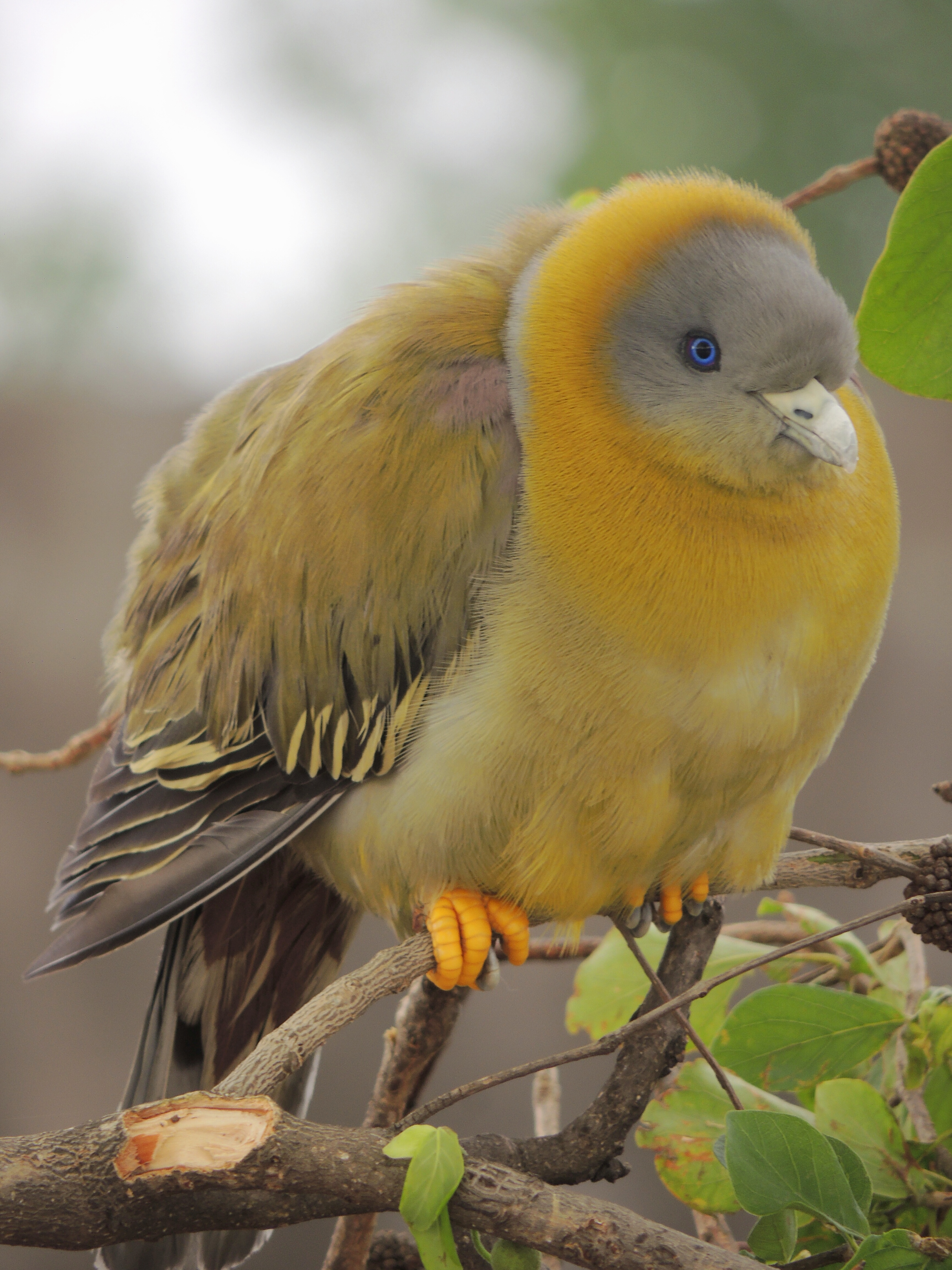

## Utbredning och systematik
Gulfotad grönduva delas in i fem underarter med följande utbredning:
- Treron phoenicopterus phillipsi – förekommer på Sri Lanka
- Treron phoenicopterus chlorigaster – förekommer på Indiska halvön söder om Gangesslätten
- Treron phoenicopterus phoenicopterus – förekommer från östra Pakistan och norra Indien till Assam och Bangladesh
- Treron phoenicopterus viridifrons – förekommer från sydvästligaste Kina (Yunnan) till Myanmar och nordvästra Thailand
- Treron phoenicopterus annamensis – förekommer från östra Thailand till södra Laos och södra Vietnam

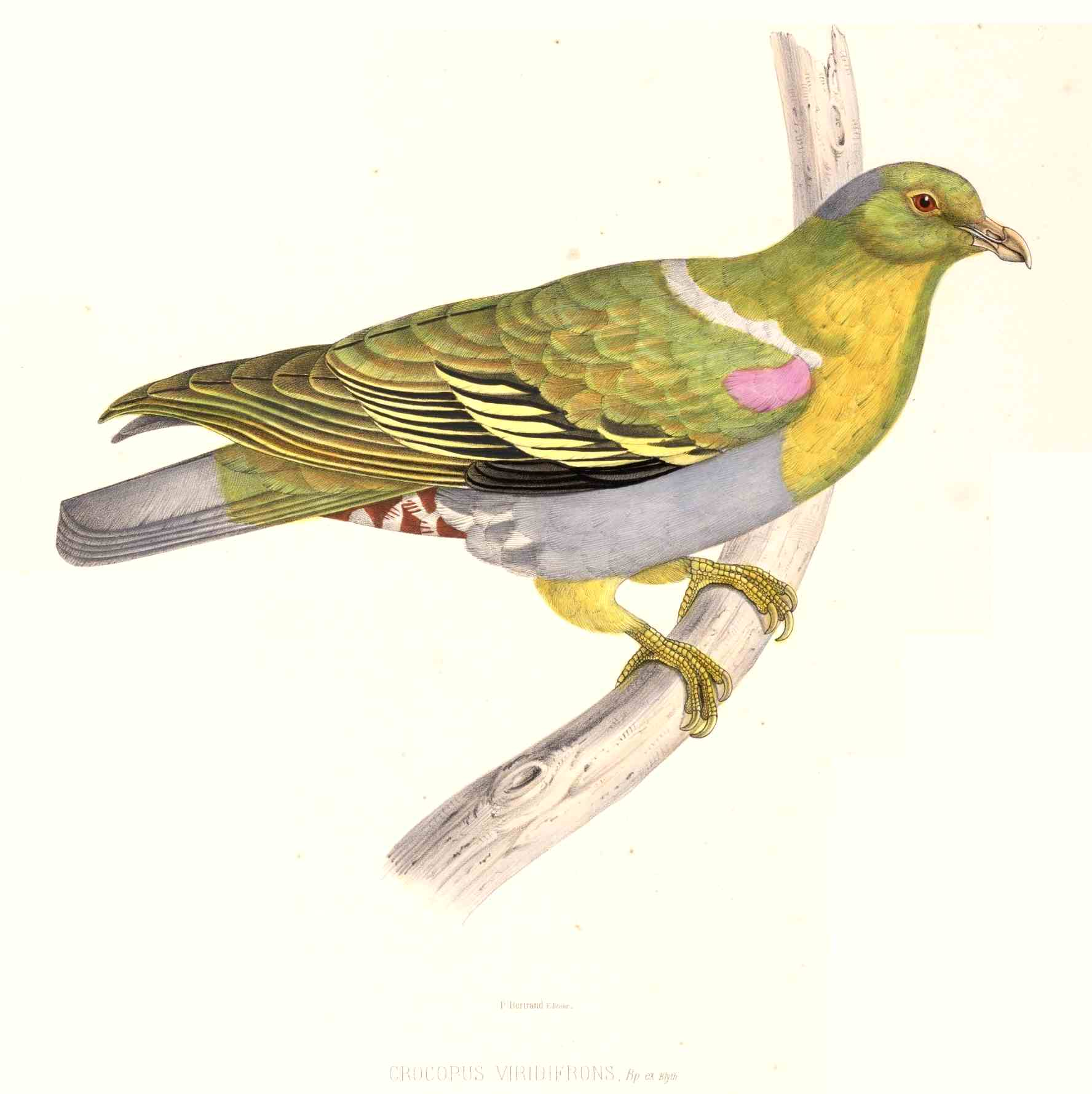
Gulfotad grönduva av underarten viridifrons illustrerad av P. Bertrand i Charles Lucien Bonapartes Iconographie des Pigeons (1857).

## Status och hot
Arten har ett stort utbredningsområde och en stor population, och tros öka i antal. Utifrån dessa kriterier kategoriserar internationella naturvårdsunionen IUCN arten som livskraftig (LC). Världspopulationen har inte uppskattats, men den beskrivs som vanlig och vida spridd.

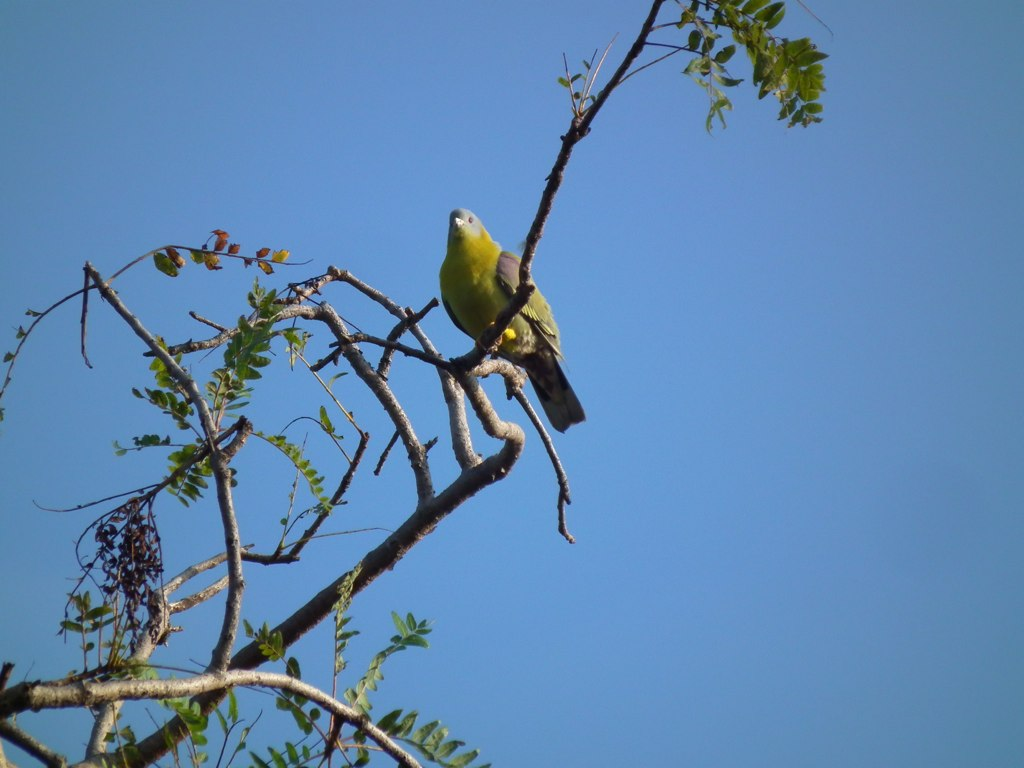